# Polythysana rhodocera
Polythysana rhodocera är en fjärilsart som beskrevs av Kirby 1892. Polythysana rhodocera ingår i släktet Polythysana och familjen påfågelsspinnare. Inga underarter finns listade i Catalogue of Life.